# 富士本
富士本（ふじもと）は、東京都国分寺市の町名。現行行政地名は富士本一丁目から富士本三丁目。郵便番号は185-0031。

## 地理

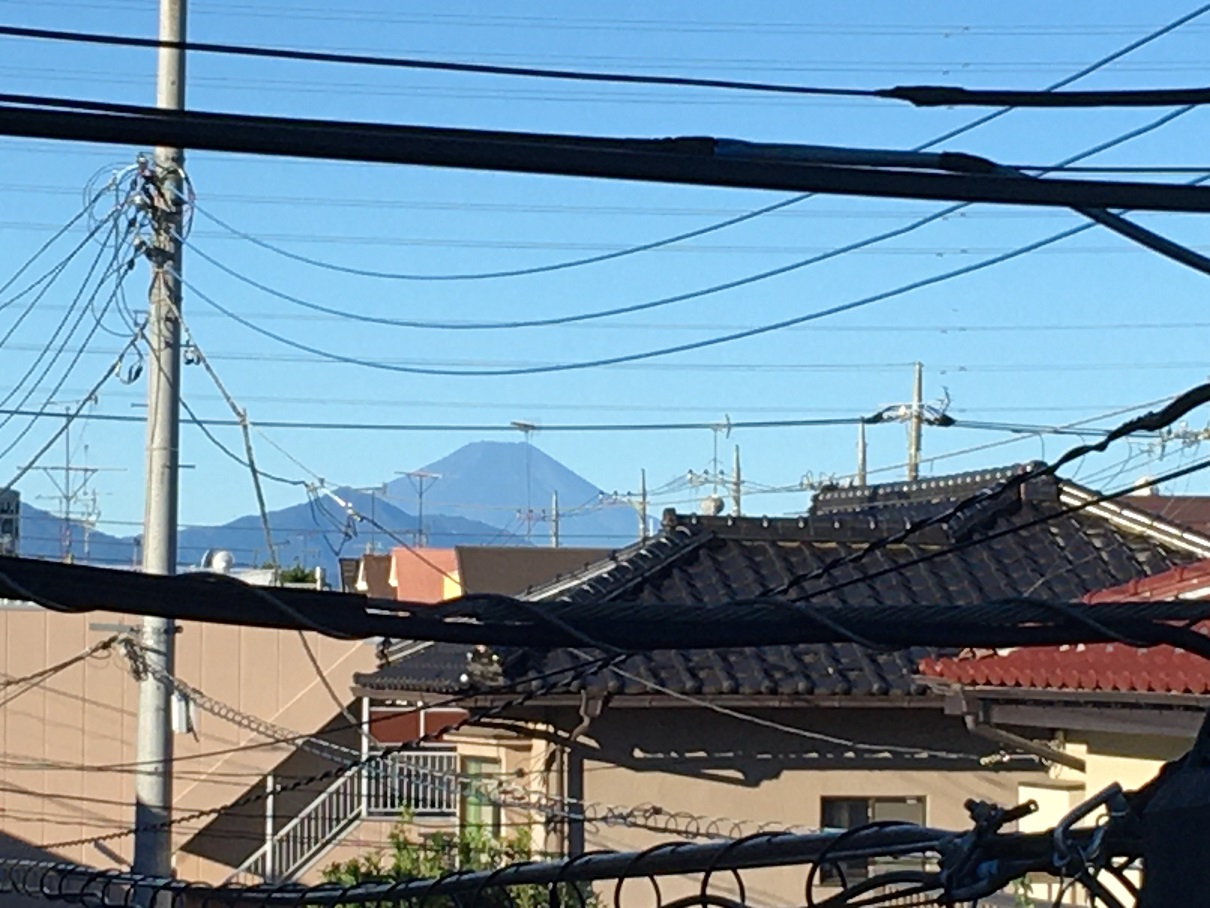
富士本1丁目から見える富士山

国分寺市西部に位置し、北東は新町及び戸倉、南は日吉町、西は光町、高木町及び立川市若葉町、に隣接する。町内は閑静な住宅街である。富士本三丁目は日本数学検定協会が実験的に求めた東京都の重心があり、近くの富士本90度遊園に看板がある。
武蔵野台地の武蔵野面に属しており、南西側の光町が国分寺崖線を挟んで立川面となり急激に低くなっているため、南西方向の富士山が見える地域がある。

### 地価
住宅地の地価は2014年（平成26年）1月1日に公表された公示地価によれば富士本1丁目15番13の地点で29万3000円/m2となっている。

## 歴史

### 地名の由来
富士信仰に基づいて祀られた浅間社があったことにより名づけられた、大字榎戸新田の小字富士本が地域の大部分を占めることに由来する。浅間社の社殿は明治10年に台風で倒壊し、祭神が榎戸新田鎮守の愛宕神社へ移された。跡地は富士本わくわく公園（富士本三丁目）となっている。

## 世帯数と人口
2017年（平成29年）12月1日現在の世帯数と人口は以下の通りである。
| 丁目         | 世帯数    | 人口    |
| ------------ | --------- | ------- |
| 富士本一丁目 | 1,164世帯 | 2,380人 |
| 富士本二丁目 | 432世帯   | 1,025人 |
| 富士本三丁目 | 591世帯   | 1,333人 |
| 計           | 2,187世帯 | 4,738人 |

## 小・中学校の学区
市立小・中学校に通う場合、学区は以下の通りとなる。
| 丁目         | 番地 | 小学校               | 中学校               |
| ------------ | ---- | -------------------- | -------------------- |
| 富士本一丁目 | 全域 | 国分寺市立第十小学校 | 国分寺市立第五中学校 |
| 富士本二丁目 | 全域 | 国分寺市立第二小学校 | 国分寺市立第三中学校 |
| 富士本三丁目 | 全域 | 国分寺市立第二小学校 | 国分寺市立第三中学校 |

## 交通

### 道路
- 東京都道222号国立停車場恋ヶ窪線

## 施設
- 国分寺富士本郵便局